# 22. Internationale Sechstagefahrt
Die 22. Internationale Sechstagefahrt war ein Motorrad-Geländesportwettbewerb, der vom 16. bis 21. September 1947 im tschechoslowakischen Zlín sowie der näheren Umgebung stattfand. Die Nationalmannschaften der gastgebenden Tschechoslowakei konnten zum jeweils ersten Mal World Trophy und Silbervase gewinnen.

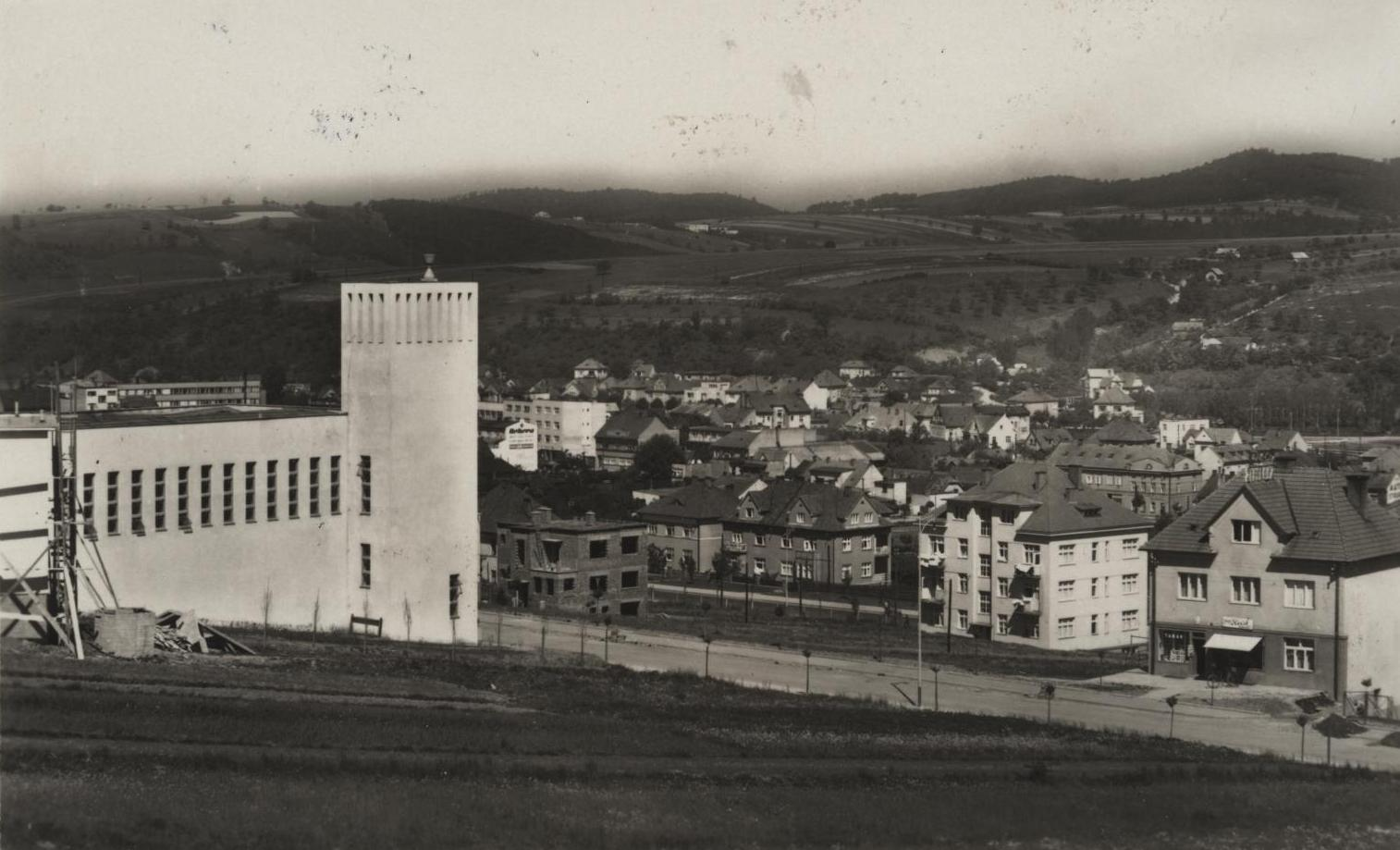
Zlín, Start- und Zielort der einzelnen Etappen (Aufnahme um 1940)

## Wettkampf

### Organisation
Die Veranstaltung war die erste Austragung nach acht Jahren Unterbrechung durch den Zweiten Weltkrieg und fand zum ersten Mal in der Tschechoslowakei statt. Ausrichter war der Autoklub Republiky Československé (AKRČs).
Für den Wettkampf waren 126 Fahrer von zehn Motorsportverbänden der FIM gemeldet. Um die World Trophy fuhren lediglich Mannschaften aus den Nationen des Gastgebers Tschechoslowakei sowie Italien. Zudem waren zehn Silbervasen-, elf Fabrik- und 16 Club-Mannschaften am Start.
Deutsche Mannschaften und Fahrer waren nicht am Start. Die Schweiz nahm mit einer Silbervasen- und einer Clubmannschaft teil, die drei Fahrer waren dabei identisch.
Mit R. Hunger, E. Beranek und H. Riedl nahmen drei österreichische Einzelfahrer teil, gleichwohl weitere 13 Fahrer gemeldet waren, jedoch nicht angetreten waren.

### 1. Tag
Von den 126 gemeldeten Fahrern nahmen 105 den Wettkampf auf.
Nach dem ersten Fahrtag führte in der World Trophy das strafpunktfreie Team der Tschechoslowakei vor Italien, für das 14 Strafpunkte zu Buche standen.
In der Silbervasenwertung waren die Mannschaften der Tschechoslowakei (A), der Niederlande (A), Polens (A) und der Schweiz noch ohne Strafpunkte und lagen gleichauf.
In der Clubwertung lagen die Mannschaften Autoklub Poděbrady, Motoclub Riviera-vevey, M.C. Wassenaar und M. C. Arnheim strafpunktfrei gleichauf.
13 Fahrer schieden aus dem Wettbewerb aus.

### 2. Tag
Die World Trophy führte weiter das strafpunktreie Team der Tschechoslowakei vor Italien an. Die italienische Mannschaft hatte mit N. Grieco bereits den ersten Fahrerausfall, wofür täglich 100 Strafpunkte zu Buche standen.
In der Silbervasenwertung waren die Mannschaften der Tschechoslowakei (A) und Polens (A) noch ohne Strafpunkte und lagen gleichauf, Platz 3 belegte die B-Mannschaft Polens. In der Schweizer Mannschaft schied mit P. Matti der erste Fahrer aus, das Team lag auf dem 4. Platz.
Die Clubwertung führte Autoklub Turnov vor Autoklub Poděbrady und Svaz závodníků RČS an. Der Schweizer Motoclub Riviera-vevey belegte nach einem Fahrerausfall den 5. Platz.
Elf Fahrer schieden aus dem Wettbewerb aus.

### 3. Tag
In der World Trophy führte weiter das Team der Tschechoslowakei vor Italien.
Die Silbervasenwertung führte die A-Mannschaft der Tschechoslowakei vor der A-Mannschaft Polens und der B-Mannschaft der Niederlande an. Die Schweizer Mannschaft lag auf dem 6. Platz.
In der Clubwertung führte Autoklub Poděbrady vor Autoklub Zlín A und Svaz závodníků RČS. Der Motoclub Riviera-vevey belegte den 6. Platz.
Sechs Fahrer schieden aus dem Wettbewerb aus.

### 4. Tag
Am Ende des vierten Fahrtags führte in der World Trophy weiter unverändert das Team der Tschechoslowakei vor Italien. In der italienischen Mannschaft schied mit M. Fornasari der zweite Fahrer aus.
In der Silbervasenwertung führte die A-Mannschaft der Tschechoslowakei vor der B-Mannschaft der Niederlande und der B-Mannschaft Polens. In der Schweizer Mannschaft schied mit Ch. Ries der zweite Fahrer aus, das Team lag auf dem 6. Platz (gleichauf mit der B-Mannschaft der Tschechoslowakei).
Die Clubwertung führte der Autoklub Poděbrady vor Svaz závodníků RČS und M. C. Wassenaar an. Der Motoclub Riviera-vevey belegte den 8. Platz (gleichauf mit Svaz závodníků ČSR).
Fünf Fahrer schieden aus dem Wettbewerb aus.

### 5. Tag
Die Zwischenstände nach dem fünften Fahrtag: In der World Trophy führte nach wie vor das strafpunktfreie Team der Tschechoslowakei vor Italien.
In der Silbervasenwertung führte weiter die A-Mannschaft der Tschechoslowakei vor der B-Mannschaft der Niederlande und der B-Mannschaft Polens. Die Schweizer Mannschaft belegte den 7. Platz.
Die Clubwertung führte wie am Vortag Autoklub Poděbrady vor Svaz závodníků RČS und M. C. Wassenaar an. Der Motoclub Riviera-vevey belegte den 10. Platz
Vier Fahrer schieden aus dem Wettbewerb aus.

### 6. Tag
Am letzten Tag wurde eine Etappe und das Abschlussrennen (Geschwindigkeitstest) gefahren.
Ein Fahrer schied aus dem Wettbewerb aus. Von 105 am ersten gestarteten Fahrern erreichten 65 das Ziel.

## Endergebnisse

### World Trophy
| Platz | Team             | Strafpunkte |
| ----- | ---------------- | ----------- |
| 1.    | Tschechoslowakei | 9           |
| 2.    | Italien          | 871         |

### Silbervase
| Platz | Team                            | Strafpunkte |
| ----- | ------------------------------- | ----------- |
| 1.    | Tschechoslowakei (A-Mannschaft) | 17          |
| 2.    | Niederlande (B-Mannschaft)      | 120         |
| 3.    | Polen (B-Mannschaft)            | 241         |
| 4.    | Polen (A-Mannschaft)            | 401         |
| 5.    | Italien                         | 442         |
| 6.    | Tschechoslowakei (B-Mannschaft) | 600         |
| 7.    | Schweiz                         | 803         |
| 8.    | Niederlande (A-Mannschaft)      | 1068        |
| 9.    | Ungarn (A-Mannschaft)           | 1322        |

Ein Fahrer der B-Mannschaft  Ungarns war nicht angetreten, womit diese aus der Wertung fiel.

### Clubmannschaften
| Platz | Team                   | Strafpunkte |
| ----- | ---------------------- | ----------- |
| 1.    | Autoklub Poděbrady     | 23          |
| 2.    | Svaz závodníků RČS     | 89          |
| 3.    | M.C. Wassenaar         | 109         |
| 4.    | Autoklub Turnov        | 423         |
| 5.    | M. C. Zuid Holland     | 547         |
| 6.    | Autoklub Zlín A        | 562         |
| 7.    | Svaz závodníků ČSR     | 600         |
| 8.    | M. C. Arnheim          | 609         |
| 9.    | OMTUR-Okecis           | 650         |
| 10.   | Motoclub Riviera-vevey | 803         |
| 11.   | Autoklub Žižkov        | 1012        |
| 12.   | Autoklub Zlín B        | 1134        |
| 13.   | ACU                    | 1205        |
| 14.   | KMAC                   | 1322        |
| 15.   | Csepel MTK             | 1615        |

Ein Fahrer der Mannschaft  Mogurt war nicht angetreten, wodurch diese aus der Wertung fiel.

### Einzelwertung
| Klasse       | Starter | Gold | Silber | Bronze | Zertifikat | Ausfall/Disqualifikation |
| ------------ | ------- | ---- | ------ | ------ | ---------- | ------------------------ |
| 125 cm³      | 20      | 7    | 4      | 3      | 0          | 6                        |
| 175 cm³      | 1       | 0    | 0      | 0      | 0          | 1                        |
| 250 cm³      | 59      | 20   | 9      | 6      | 6          | 18                       |
| 350 cm³      | 7       | 0    | 1      | 1      | 1          | 4                        |
| 500 cm³      | 12      | 0    | 0      | 3      | 2          | 7                        |
| 750 cm³      | 1       | 0    | 0      | 0      | 0          | 1                        |
| 600 cm³ (b)  | 3       | 0    | 1      | 0      | 0          | 2                        |
| 1000 cm³ (b) | 2       | 0    | 1      | 0      | 0          | 1                        |
| Gesamt       | 105     | 27   | 15     | 14     | 9          | 40                       |